# Gare de Fontaine-Lavaganne
Pour les articles homonymes, voir Gare de Fontaine.
La gare de Fontaine-Lavaganne est une halte ferroviaire française (fermée) de la ligne d'Épinay - Villetaneuse au Tréport - Mers située sur la commune de Fontaine-Lavaganne, dans le département de l'Oise, en région Hauts-de-France.
Devenue point d'arrêt sans personnel de la Société nationale des chemins de fer français (SNCF), l'ancienne halte est fermée en 2007. Depuis, un service de transport à la demande en Taxi-TER a été mis en place par l'ancien conseil régional de Picardie, pour compenser la fin de la desserte ferroviaire.

## Situation ferroviaire
Établie à 134 mètres d'altitude, la gare de Fontaine-Lavaganne est située au point kilométrique (PK) 103,079 de la ligne d'Épinay - Villetaneuse au Tréport - Mers, entre les gares de Marseille-en-Beauvaisis et de Grez - Gaudechart.

## Histoire
La halte de Fontaine-Lavaganne est mise en service entre 1886 et 1908.
En 1908, « Fontaine-Lavaganne » est située au km 104 entre « Marseille-le-Petit » et « Grez-Gaudechart ».
En 1960, c'est une halte de la SNCF, indiquée « P.A. Fontaine-Lavaganne », situé entre la gare de « Marseille-en-Beauvaisis » et la halte de « P.A. Grez - Gaudechart ».
Le point d'arrêt non géré (PANG) de la SNCF est supprimé le 9 décembre 2007. Depuis, il n'est plus desservi par les trains TER Picardie, mais par un service de transport à la demande en Taxi-TER.

## Service des voyageurs

### Desserte
Le point d'arrêt est supprimé.

### Service de substitution
Depuis 2007, un service de transport à la demande, en Taxi-TER est substitué à la desserte ferroviaire. Attribué pour la période du 13 décembre 2009 au 12 décembre 2012, par appel d'offres, au « JR Taxi ». Il permet les départs et arrivées aux gares de Grandvilliers et de Marseille-en Beauvaisis.